# Kasztel Vranovo

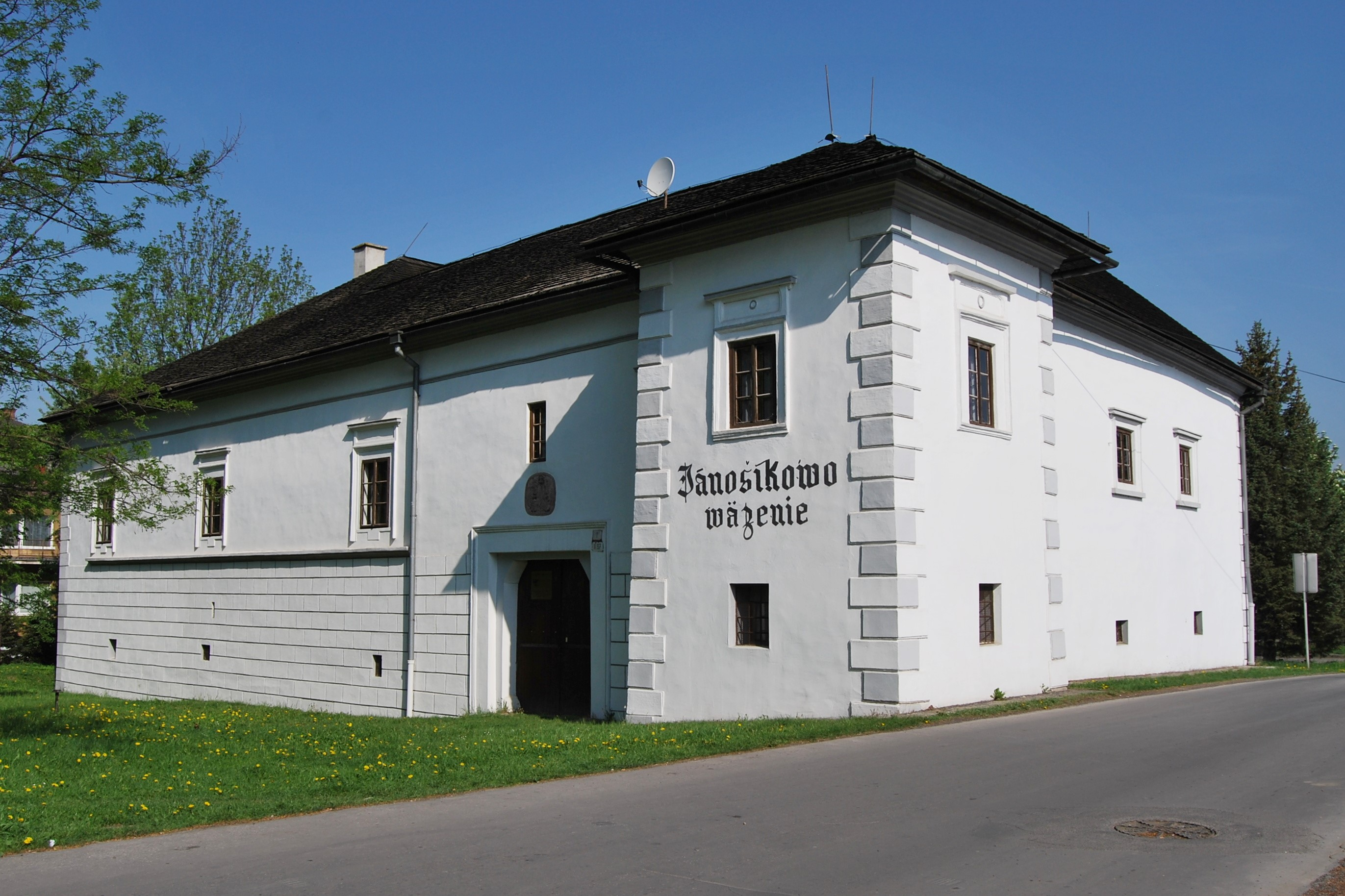
Kasztel Vranovo

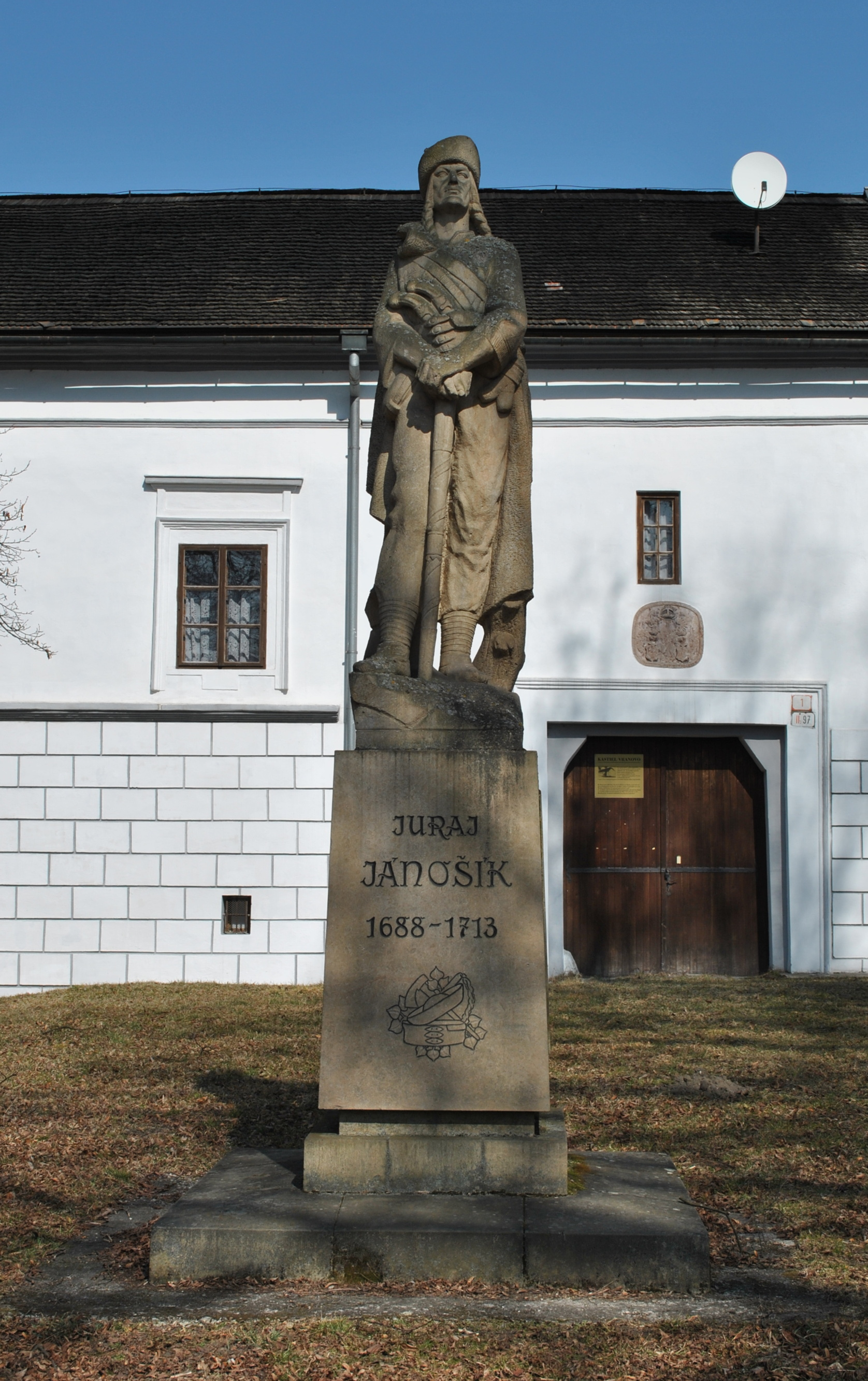
Pomnik Janosika

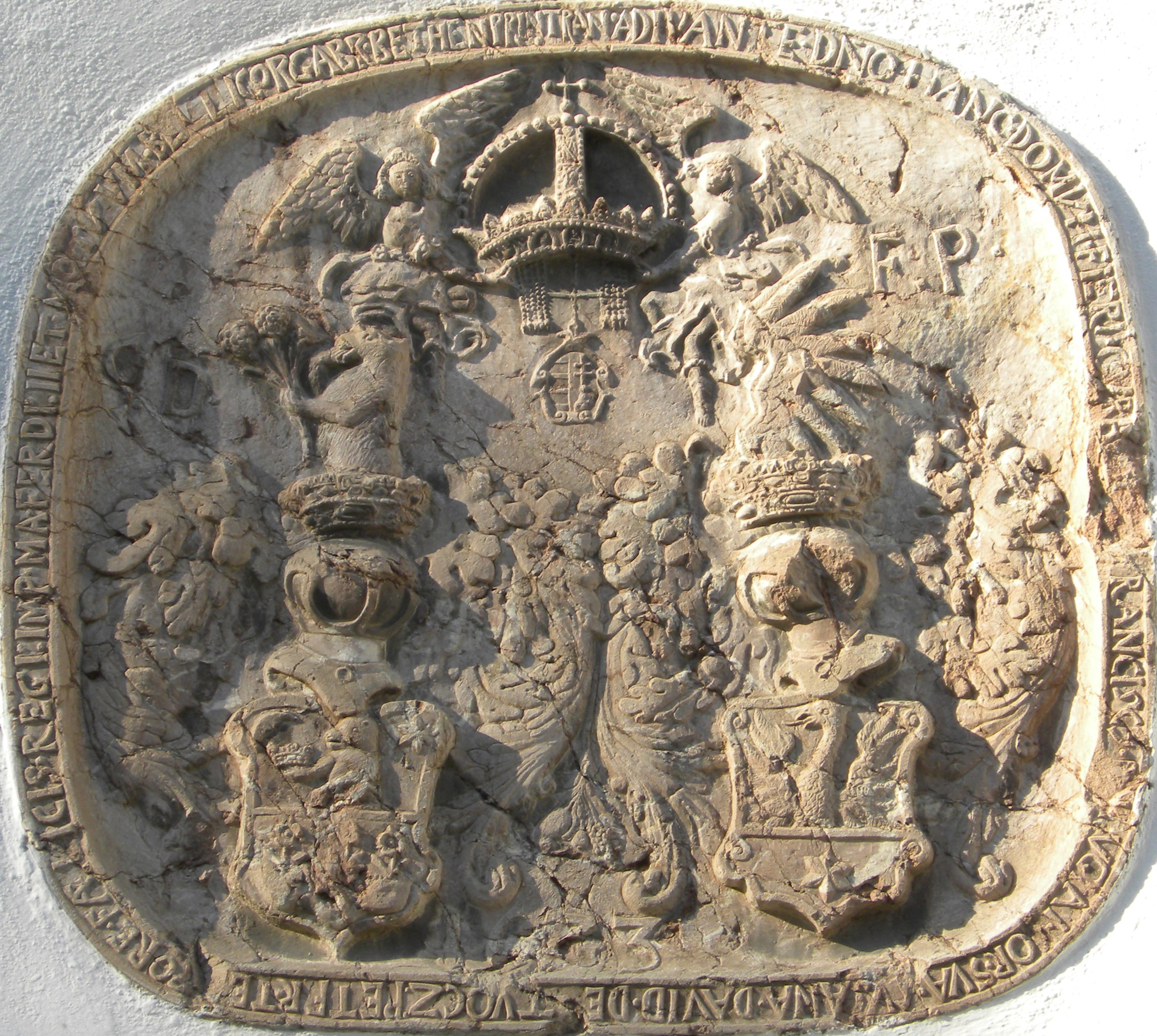
Panneau z herbami Ferenca Palugyaya i Zsuzsanny Dávid nad wejściem do ksztelu

Kasztel Vranovo (słow. Kaštieľ Vranovo)  - zabytkowa budowla w dzielnicy Liptowskiego Mikułasza – Palúdzce, zaliczana do popularnej na północnej Słowacji grupy wiejskich dworów o bardziej lub mniej widocznych cechach obronnych, będących siedzibami drobnej szlachty górnowęgierskiej. Nazwa kasztelu – według tradycji – pochodzi stąd, że w tej okolicy żyło wiele wron (wrona = słow. vrana). Do dziejów Liptowa i tradycji ludowej kasztel zapisał się tym, że w nim zimą 1713 r., przed procesem, więziony był legendarny zbójnik Juraj Janosik. Przypomina o tym posąg zbójnika przed wejściem do obiektu.
Początki obiektu sięgają przełomu XV i XVI w., kiedy istniała tu niewielka, murowana z kamienia budowla obronna, otoczona fosą. W roku 1612 na jej fundamentach wzniesiono kolejną budowlę o cechach renesansowych. Pierwotnie była to prosta konstrukcja blokowa z narożną wieżą, która z czasem została powiększona. Większa przebudowa wnętrz miała miejsce w XVII w., a przebudowa fasady w drugiej połowie XIX w. W XVIII w. kasztel przebudowano w stylu barokowym, a po pożarze w XIX w. odremontowano go w stylu klasycystycznym, likwidując drugie piętro.
Aktualnie jest to dwukondygnacyjna, murowana budowla na rzucie prostokąta, z narożną, kwadratową wieżą o boniowanych narożnikach. Front sześcioosiowy, niesymetryczny: w czwartej osi znajduje się segmentowy portal, wiodący do sieni. Z niej w lewo odchodzą schody, z podestu których wiodą drzwi do poszczególnych pomieszczeń. Izby są sklepione renesansowymi sklepieniami z dekoracją stiukową lub nakryte belkowanymi stropami.
Obecny wygląd kasztel zyskał po szeroko zakrojonych pracach badawczych i konserwatorskich, prowadzonych w latach 1969-1979. Badania z zakresu historii obiektu i jego cech artystycznych przeprowadzili w roku 1969 artysta malarz Mikuláš Štalmach i inż. architekt  Alfréd Piffl. Dokumentację projektową renowacji obiektu opracowała w 1973 r. firma Pamiatkostav z Żyliny. Prace na obiekcie prowadzone były w latach 1974-1979. Po ich zakończeniu kasztel zaadaptowano na cele muzealne: powstało w nim w 1981 r. Muzeum Historyczno-Literackie Janka Kráľa (słow. Literárno-historické múzeum Janka Kráľa) ze stałymi ekspozycjami poświęconymi Janosikowi oraz dziejom Liptowskiego Mikułasza.
W 1992 r. obiekt odzyskali spadkobiercy dawnych właścicieli. Ekspozycje były tu czynne do 1997 r., po czym zostały przeniesione do budynku Muzeum na Námestí osloboditeľov w centrum Liptowskiego Mikułasza. Sam budynek – jako własność prywatna – nie jest obecnie dostępny do zwiedzania.